# Ramon Lopes
Ramon Lopes (7 de agosto de 1989) es un futbolista brasileño que juega como delantero.
Jugó para clubes como el FC Volyn Lutsk, PFC Levski Sofia, Vegalta Sendai y Kashiwa Reysol.

## Trayectoria

### Clubes
| Club                  | País                   | Año       |
| --------------------- | ---------------------- | --------- |
| F. C. Volyn Lutsk     | Ucrania                | 2009-2013 |
| P. F. C. Levski Sofia | Bulgaria               | 2013      |
| F. C. Volyn Lutsk     | Ucrania                | 2013-2014 |
| Vegalta Sendai        | Japón                  | 2014-2016 |
| Kashiwa Reysol        | Japón                  | 2017-2018 |
| Vegalta Sendai        | Japón                  | 2018-2019 |
| Khor Fakkan Club      | Emiratos Árabes Unidos | 2020-2021 |
| Al-Fayha F. C.        | Arabia Saudita         | 2021-2022 |
| Khor Fakkan Club      | Emiratos Árabes Unidos | 2022-2023 |

## Palmarés

### Títulos nacionales
| Título                    | Club           | País           | Año  |
| ------------------------- | -------------- | -------------- | ---- |
| Copa del Rey de Campeones | Al-Fayha F. C. | Arabia Saudita | 2022 |